# Inkura-Wasserfall
Der Inkura-Wasserfall (japanisch インクラの滝 Inkura-no-taki) ist ein Wasserfall im Süden Hokkaidōs. Er hat eine Fallhöhe von 44 m bei einer Breite von ca. 10 m und ist Teil der 1990 vom Umweltministerium aufgestellten Liste der Top-100-Wasserfälle Japans. Stromabwärts läuft das Wasser in den Betsubetsu (別々川), der nach Süden in den Pazifik mündet.